# 1282
- Wikisource

| Calendário gregoriano                                                        | 1282 MCCLXXXII                                         |
| Ab urbe condita                                                              | 2035                                                   |
| Calendário arménio                                                           | 731 – 732                                              |
| Calendário bahá'í                                                            | -562 – -561                                            |
| Calendário budista                                                           | 1826                                                   |
| Calendário chinês                                                            | 3978 – 3979 Início a 10 de fevereiro (aproximadamente) |
| Calendário copta                                                             | 998 – 999                                              |
| Calendário etíope                                                            | 1274 – 1275                                            |
| Calendários hindus - Vikram Samvat - Calendário nacional indiano - Cáli Iuga | 1337 – 1338 1203 – 1204 4382 – 4383                    |
| Calendário Holoceno                                                          | 11282                                                  |
| Calendário islâmico                                                          | 681 – 682                                              |
| Calendário judaico                                                           | 5042 – 5043                                            |
| Calendário persa                                                             | 660 – 661                                              |
| Calendário rúnico                                                            | 1532                                                   |
| Calendário solar tailandês                                                   | 1825                                                   |

1282 (MCCLXXXII, na numeração romana) foi um ano comum do século XIII do Calendário Juliano, da Era de Cristo, e a sua letra dominical foi D (53 semanas), teve início a uma quinta-feira e terminou também a uma quinta-feira.
No reino de Portugal estava em vigor a Era de César que já contava 1320 anos.
| Ano completo                        |
| ----------------------------------- |
| Ano comum com início à quinta-feira |

## Eventos
- 30 de Março - Inicia-se a revolta das Vésperas Sicilianas que expulsará os angevinos de Carlos de Anjou do reino da Sicília.
- 26 de Junho - Casamento, em Trancoso, de D. Dinis, Rei de Portugal e Isabel de Aragão.
- 30 de Agosto - a pedido dos sicilianos Pedro III de Aragão é coroado rei da Sicília.
- Assinatura de Concordata entre os bispos e D. Dinis, sancionada pelo papa em 1289, depois de alterada.
- Acordo de D. Dinis com o seu irmão Afonso, em Badajoz. D. Afonso compromete-se a destruir as muralhas que havia construído, ser armado cavaleiro e a tornar-se seu vassalo.

## Mortes
- Santa Inês de Praga - Abdicou sua herança real para se dedicar aos pobres (n. 1208).
- Abaca, segundo ilcã do Ilcanato, n. 1234.
- Nitiren Daishonin- Falece a 13 de outubro, na casa de um de seus discípulos. Daishonin Propagou o Sutra de Lótus para toda  a humanidade.